# ルナ1968A
ルナ1968A(Luna 1968A)またはルナE-6LS No.112(Luna E-6LS No.112)は、1968年の打上げ失敗で失われたソビエト連邦の宇宙船である。重さ1700kgのルナE-6LS宇宙船が3回打ち上げられたうちの2回目にあたる。月周回軌道に入り、月の観測や将来の有人ミッションのための技術の実証を行うことを目的としていた。
ルナ1968Aは1968年2月7日10:43:54(UTC)にブロックL上段を備えたモルニヤM8K78Mローンチ・ヴィークルに積まれて、バイコヌール宇宙基地のガガーリン発射台から打ち上げられた。三段目の飛行中、燃料バルブまたは注入口が詰まり、ガス発生器が通常より速いペースで燃料を消費した。ロケットは発射後524.6秒で燃料を使い切り、軌道に到達できなかった。ミッションに関する情報が出される前に、アメリカ航空宇宙局はこれが月を周回する試みであることを正しく把握していた。後のルナ14号も同じ構造を持っていた。